# Кухарев, Фёдор Яковлевич

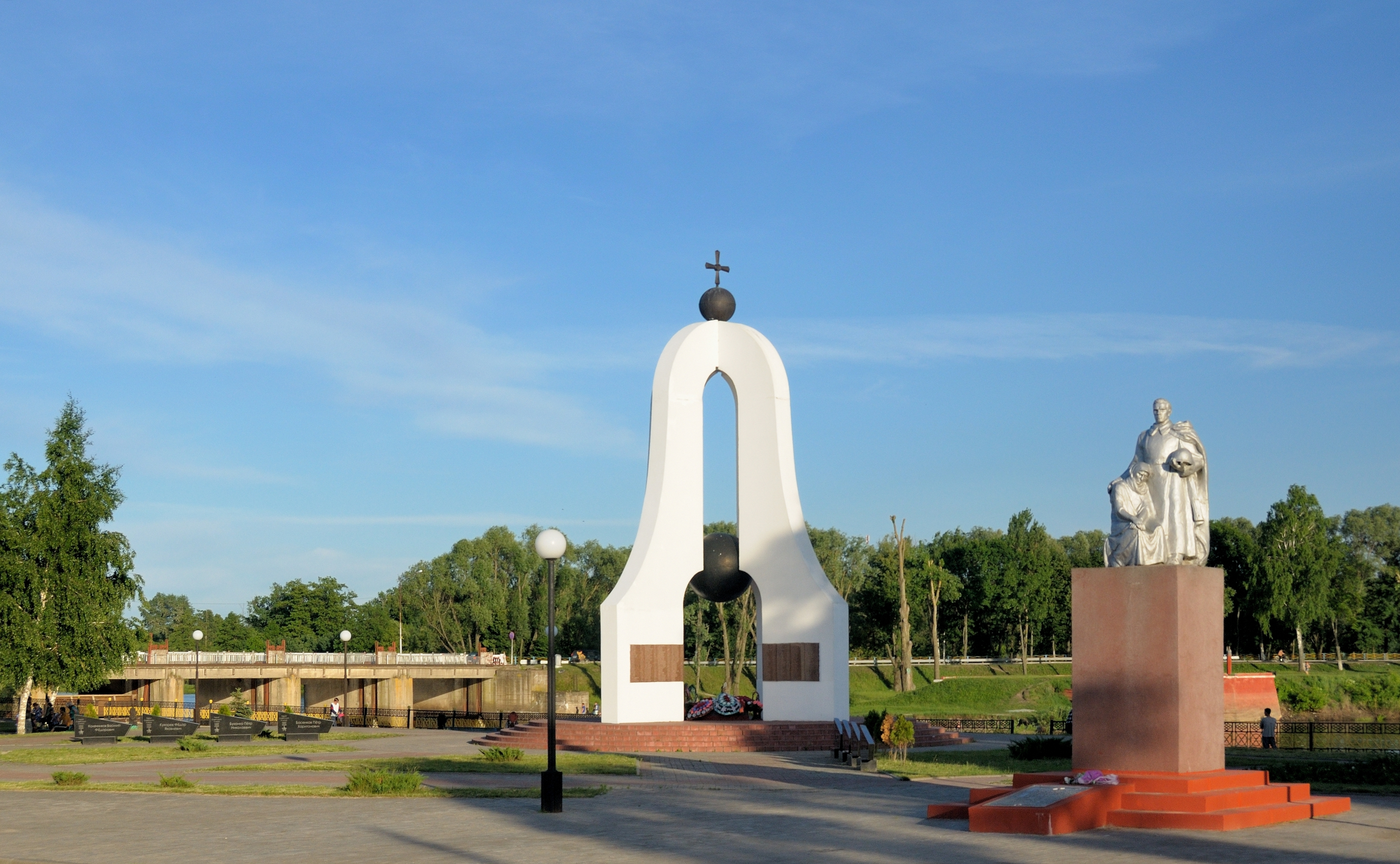
Мемориальный комплекс в Добруше

Фёдор Я́ковлевич Кухарев (бел. Фёдар Якаўлевіч Кухараў; 18 марта 1924, Антоновка, Гомельская губерния — 20 мая 1946, Добруш, Гомельская область) — Герой Советского Союза (1944), командир диверсионной группы партизанского отряда имени В. М. Молотова Добрушской партизанской бригады имени И. В. Сталина. Награждён орденом Ленина (1944) и различными медалями.

## Биография
Фёдор Яковлевич Кухарев родился 18 марта 1924 года в деревне Антоновка ныне Добрушского района Гомельской области Беларуси в семье крестьянина. По национальности — белорус. Мать Федора — Мария Николаевна Кухарева — работала на Добрушской бумажной фабрике. Отец Кухарева умер в 1933 году. Окончил 8 классов школы № 2 в городе Добруш и ФЗУ. До начала Великой Отечественной войны работал в шахте в Донбассе.
Во время Великой Отечественной войны после оккупации Донбасса вернулся в Добруш. Служил в партизанском отряде имени С. М. Будённого под командованием В. П. Вырвич. Организовал сбор оружия для партизан, распространял в Добруше и Гомеле листовки, проводил диверсии и лично взорвал 3 немецких эшелона. В августе 1943 года возглавил диверсионную группу партизанского отряда имени В. М. Молотова  Добрушской партизанской бригады. Летом и осенью участвовал в подрыве 24 вражеских эшелонов.
После освобождения Добруша в октябре 1943 года работал в команде по разминированию города, затем секретарём комитета комсомола фабрики «Герой Труда». С 1944 года Кухарев — член КПСС. Жил в городе Добруш Гомельской области. Фёдор Яковлевич Кухарев вместе со своим другом Василием Бурым погиб 20 мая 1946 года при обезвреживании неразорвавшегося снаряда времён Великой Отечественной войны.

## Награды и звания
За мужество и героизм, проявленные в борьбе с немецко-фашистскими захватчиками в тылу врага, Указом Президиума Верховного Совета СССР от 15 августа 1944 года Кухареву Фёдору Яковлевичу присвоено звание Героя Советского Союза с вручением ордена Ленина и медали «Золотая Звезда» (№ 4353).
Также награждён Орденом Ленина (1944) и различными медалями.

## Память
- Имя Ф. Я. Кухарева присвоено средней школе № 2 в Добруше Гомельской области[5]. Одна из экспозиций в школьном музее посвящена Ф. Я. Кухареву[6].
- В честь Героя установлены мемориальные доски в городском парке города Добруш Гомельской области и на здании ГУО «Средняя школа № 2 имени Ф. Я. Кухарева г. Добруша»[3][7].
- В Добруше (Гомельская область) на территории Мемориального комплекса «Память» установлены стелы с именами уроженцев района — Героев Советского Союза. На одной из стел указано имя Ф. Я. Кухарева.
- Пионерская дружина имени Ф. Я. Кухарева г. Добруша.
- Мурал в честь Ф. Я. Кухарева в Добруше на доме № 2а по улице Московской.